# Diawala
Diawala är en underprefektur i Elfenbenskusten. Den ligger i departementet Ouangolodougou, i den norra delen av landet, 300 km norr om huvudstaden Yamoussoukro.